# Jules Émile Planchon
Jules Émile Planchon, född den 21 mars 1823 i Ganges, död den 1 april 1888, var en fransk botaniker.
Efter sin doktorsexamen 1844 vid Montpelliers universitet, arbetade Planchon under en tid vid Royal Botanic Gardens, Kew i London samt som lärare i Nancy och Gent. 1853 blev han chef för botaniska institutionen vid Montpelliers universitet och blev kvar där under resten av sin karriär. Han var högt ansedd i vetenskapliga kretsar och gjorde ett antal bidrag i sin klassifikation av botaniska arter och varieteter. Planchon arbetade även med att skydda franska vingårdar från vinlus.
Auktorsnamnet Planch. kan användas för Jules Émile Planchon i samband med ett vetenskapligt namn inom botaniken; se Wikipediaartiklar som länkar till auktorsnamnet.